# Rainy Day (gruppo musicale statunitense)
Rainy Day è un progetto musicale ideato da David Roback dei Rain Parade con la collaborazione di alcuni artisti appartenenti alla scena Paisley Underground che ha portato alla realizzazione di un album omonimo.
L'idea di Roback era quella di rendere omaggio a tutti quegli artisti e a quelle canzoni che avevano ispirato lui e gli altri musicisti della scena. "Ci siamo ispirati alla musica pop che ascoltavamo alla radio AM quando eravamo bambini: sembrava così piena di possibilità", secondo Steven Roback, fratello minore di David e co-fondatore dei Rain Parade. "L.A. stava attraversando un periodo piuttosto depresso. Eravamo nel mezzo di una massiccia corsa agli armamenti, l'economia era stagnante e, peggio di tutto, John Lennon era appena stato ucciso. C'era il desiderio di riportare in auge l'ottimismo iniziale, ma era colorato dalla disperazione e dalla triste realtà di quel periodo. Il punk era grande allora e aveva l'atteggiamento giusto. Quindi i musicisti che hanno partecipato a Rainy Day stavano cercando di riformulare lo spirito del punk ma in termini musicali più espansivi".
Tra gli artisti tributati nel disco figurano Bob Dylan, The Byrds, Buffalo Springfield, Beach Boys, The Who, Big Star, The Velvet Underground e Jimi Hendrix. A suonarle sono vari membri di (quasi) tutte le band principali della scena losangelina: The Dream Syndicate, Rain Parade, Three O'Clock e Bangles.

## Il disco
(Steve Wynn dei Dream Syndicate)
(Michael Quercio dei Three O'Clock)

L'album omonimo venne registrato nel 1984 nello studio Radio Tokyo di Venice, in California e prodotto da David Roback. L'album venne inizialmente pubblicato in vinile dalla Llama Records, solo negli Stati Uniti. Nel 1989 venne poi ripubblicato dalla Rough Trade, anche in versione cd.

### Lato A
1. I'll Keep It with Mine (scritta da Bob Dylan)
2. John Riley (scritta da Bob Gibson e Ricky Neff)
3. Flying on the Ground Is Wrong (scritta da Neil Young)
4. Sloop John B. (traditional)
5. Soon Be Home (scritta da Pete Townshend)

### Lato B
1. Holocaust (scritta da Alex Chilton)
2. On the Way Home (scritta da Neil Young)
3. I'll Be Your Mirror (scritta da Lou Reed)
4. Rainy Day, Dream Away (scritta da Jimi Hendrix)

## Musicisti
- David Roback (chitarra)
- Michael Quercio (voce, basso)
- Susanna Hoffs (voce)
- Vicki Peterson (voce)
- Kendra Smith (voce)
- Will Glenn (violino)
- Dennis Duck (batteria)
- Matthew Piucci (chitarra)
- Karl Precoda (chitarra)
- Ethan James (piano, tastiere)
- Steven Roback (piano)